# (4351) Nobuhisa
(4351) Nobuhisa – planetoida z pasa głównego asteroid okrążająca Słońce w ciągu 4,83 lat w średniej odległości 2,86 j.a. Odkryli ją Yoshikane Mizuno i Toshimasa Furuta 28 października 1989 roku w Kani. Nazwa planetoidy pochodzi od Nobuhisy Kojimy (ur. 1933), japońskiego astronoma amatora. Przed nadaniem nazwy nosiła oznaczenie tymczasowe (4351) 1989 UR1.